# Randbereiche Sauhag mit Riederwiesen
Randbereiche Sauhag mit Riederwiesen ist ein Landschaftsschutzgebiet mit der Schutzgebietsnummer 1.16.081 im Landkreis Esslingen in Baden-Württemberg.  

## Lage und Beschreibung
Das Landschaftsschutzgebiet besteht aus zwei Teilflächen und liegt nördlich und nordöstlich von Wolfschlugen am Rand des Waldgebiets Sauhag. Das Schutzgebiet entstand durch Verordnung vom 1. März 1989. Es gehört zm Naturraum 106-Filder innerhalb der naturräumlichen Haupteinheit 10-Schwäbisches Keuper-Lias-Land. 

## Schutzzweck
Wesentlicher Schutzzweck ist laut Schutzgebietsverordnung die Erhaltung der Übergangsbereiche zu den Waldflächen des Sauhags sowie der Wiesen und Obstbaumbestände. Die zahlreichen Grenz- und Übergangsbereiche wie Waldsaumgesellschaften und Graswege mit Wegraingesellschaften bilden sehr wertvolle natürliche Lebensräume für zahlreiche Tier- und Pflanzenarten. Die Streuobstwiesen mit ihren besonders wertvollen Baumbeständen haben außer dem landschaftsprägenden Element große Bedeutung als Erholungsraum für die Allgemeinheit. Die ausgedehnten Wiesenbereiche bilden Lebensraum für zahlreiche, teilweise geschützte Pflanzenarten, die durch zunehmende ackerbauliche Nutzung der Flurstücke akut bedroht sind und deren Schutzzweck daher von besonderer Bedeutung ist.